# Avortament a Espanya
La interrupció voluntària de l'embaràs a Espanya o avortament induït a Espanya es regula al Títol II de la Llei Orgànica 2/2010 de salut sexual i reproductiva i de la interrupció voluntària de l'embaràs. i va ser modificada amb la Llei Orgànica 1/2023, de 28 de febrer.
Aquesta llei incorpora l'avortament dins la cartera pública -i per tant gratuïta- i permet a les dones avortar en tot moment de l'embaràs però canviant els requisits segons les setmanes. A les primeres 14 setmanes una dona pot interrompre l'embaràs lliurement. El Partit Popular presentà al juny del 2010 un recurs contra diversos preceptes de la llei 2/2010 davant del Tribunal Constitucional que finalment va resoldre el maig de 2023, considernant l'avortament com un dret fonamental a Espanya.

## Legislació sobre l'avortament induït a Espanya
A l'estat espanyol l'avortament induït referit a la interrupció voluntària de l'embaràs ha estat una pràctica que no sempre ha estat regulada. Quan ho ha estat, ha estat considerada una pràctica penalitzada. El Codi Penal Espanyol de 1822 als seus articles 639 i 640 establia penes de reclusió de diferent grau, en les quals s'explicava que podien arribar als 14 anys per als professionals que ho facilitessin i de fins a 8 anys per a les dones embarassades que avortessin.
L'avortament induït ha estat específicament no penat durant un període curt a la Segona República Espanyola (1937) i des de l'aprovació de la Llei Orgànica 9/1985 (llei de suposats) i l'última Llei 2/2010 (llei de terminis) s'ha despenalitzat la pràctica de l'avortament induït.

### Segona República Espanyola
El 25 de desembre de 1936, a Catalunya, es legalitza l'avortament lliure durant les 12 primeres setmanes d'embaràs mitjançant decret signat per Josep Tarradellas i publicat el 9 de gener de 1937 al DOGC (núm. 9). A les zones lleials a la República durant la Guerra Civil Espanyola, essent ministra de sanitat la cenetista Federica Montseny (des de novembre de 1936 fins a mitjans de maig de 1937), el govern presidit pel socialista Francisco Largo Caballero despenalitzà la pràctica de l'avortament induït l'any 1937, però la seva vigència durà molt poc de temps, fins que guanyà el bàndol feixista dirigit per Franco.

### Llei Orgànica 9/1985
A la Llei Orgànica 9/1985, aprovada el 5 de juliol de 1985, es despenalitzà l'avortament induït en tres supòsits: risc greu per a la salut física o psíquica de la dona embarassada (suposat terapèutic), violació (suposat criminològic) i malformacions o defectes, físics o psíquics, en el fetus (suposat eugenèsic). D'acord amb aquesta llei, la gestant podia interrompre l'embaràs a centres públics o privats durant les primeres 12 setmanes en el cas criminològic, en les 22 primeres setmanes en l'eugenèsic, i en qualsevol moment de l'embaràs en el cas terapèutic.
En els supòsits segon i tercer, es requeria un informe mèdic que certifiqués el compliment de les condicions establertes per la llei; en els casos de violació, calia cursar prèviament la pertinent denúncia policial. En aquests tres casos, no era punible l'avortament practicat per un metge, o sota direcció seva, en un centre sanitari acreditat per fer interrupcions voluntàries de l'embaràs, ja fos públic o privat, amb el consentiment exprés de la dona. En els altres casos, el Codi Penal establia diverses penes de presó tant per a la dona embarassada com per als facultatius que practiquessin avortaments no emparats per la llei.

### Llei Orgànica 2/2010
El 3 de març del 2010 es promulgà la Llei Orgànica 2/2010 de salut sexual i reproductiva i de la interrupció voluntària de l'embaràs. Aquesta llei té com a objectiu garantir els drets fonamentals en l'àmbit de la salut sexual i reproductiva establerts per l'Organització Mundial de la Salut (OMS), regular les condicions de la interrupció voluntària de l'embaràs i establir les corresponents obligacions dels poders públics. La llei entrà en vigor el 5 de juliol del 2010.
Al seu Títol II, articles 13 i 14, es concreta la despenalització de la pràctica de l'avortament induït durant les primeres 14 setmanes de l'embaràs. Durant aquest temps, la dona podrà prendre una decisió lliure i informada sobre la interrupció del seu embaràs. No hi haurà intervenció de tercers en la decisió.
A l'article 15 assenyala que el termini de possibilitat d'interrupció voluntària de l'embaràs augmenta fins a la 22a setmana en casos de «greus riscs per a la vida o la salut de la mare o del fetus». A partir de la 22a setmana, només es podrà interrompre l'embaràs en dos supòsits: que «es detectin anomalies en el fetus incompatibles amb la vida» o que «es detecti en el fetus una malaltia extremadament greu i incurable en el moment del diagnòstic i així ho confirmi un comitè clínic».

### Llei Orgànica 11/2015 (Revisió edat per interrompre l'embaràs)
El govern del PP, amb el seu ministre de justicia al capdavant, Alberto Ruiz-Gallardón, va intentar modificar profundament la llei 2/2010 provocant nombroses manifestacions i protestes ciutadanes. Finalment va aprovar la Llei Orgànica 11/2015, publicada de 21 de septiembre, que augmentava l'edat legal per interrompre l'embaràs fins als 18 anys. Qualsevol interrupció d'embaràs previa a aquesta edat requeriria del consentiment de progenitors.

### Llei Orgànica 1/2023
La Llei Orgànica 1/2023 va ser aprovada el 28 de febrer del 2023 i revisava alguns elements clau de les llei anteriors. El principals canvis van ser els següents:
- Eliminació dels tres dies de reflexió abans d'interrompre l'embaràs
- Revisió de l'edat legal per interrompre l'embaràs i tornant-la als 16 anys tal com ho especificava la llei del 2010
- Regulació de la possibilitat d'agafar una baixa laboral per recuperar-se després d'un avortament
- Petició a les Comunitats Autònomes que creïn un registre de professionals objectors per asssegurar la prestaci
- S'esmenta al text de llei el suport a les entitats de la societat civil que promouen els Drets Sexuals i Reproductius (DSiR) i que s'impossibiliti el treball i les ajudes públiques a entitats contràries al dret a l'avortament.
- S'assegura que es prendran mesures durant el procés garantir que la decisió de la dona no sigui "alterada". Per tant, només s'oferirà la informació clínica imprescindible i pertinent.
- Planteja formacions a professionals, que s'incorporin els coneixements als currículums de les carreres universitàries, es promoguin la recerca i la investigació, s'impulsin campanyes i accions informatives accessibles.